# São José do Calçado
São José do Calçado là một đô thị thuộc bang Espírito Santo, Brasil. Đô thị này có diện tích 272,771 km², dân số năm 2007 là 10560 người, mật độ 38,71 người/km².